# Maniküre
Maniküre (von lateinisch manus ‚Hand‘) ist die kosmetische Pflege und Behandlung der Hände (Handpflege). Sie umfasst:
- das Baden der Hände im warmen Seifenwasser (drei bis fünf Minuten lang),
- das Schneiden der Fingernägel,
- das Feilen der Fingernägel,
- das Entfernen abgestorbener Nagelhaut,
- das Polieren und/oder Lackieren der Fingernägel,
- das Eincremen der Hände.

Maniküre als professionelle Dienstleistung wird zum Beispiel in Kosmetikstudios durchgeführt. Es werden unter anderem folgende Werkzeuge benutzt:

Nagelfeile
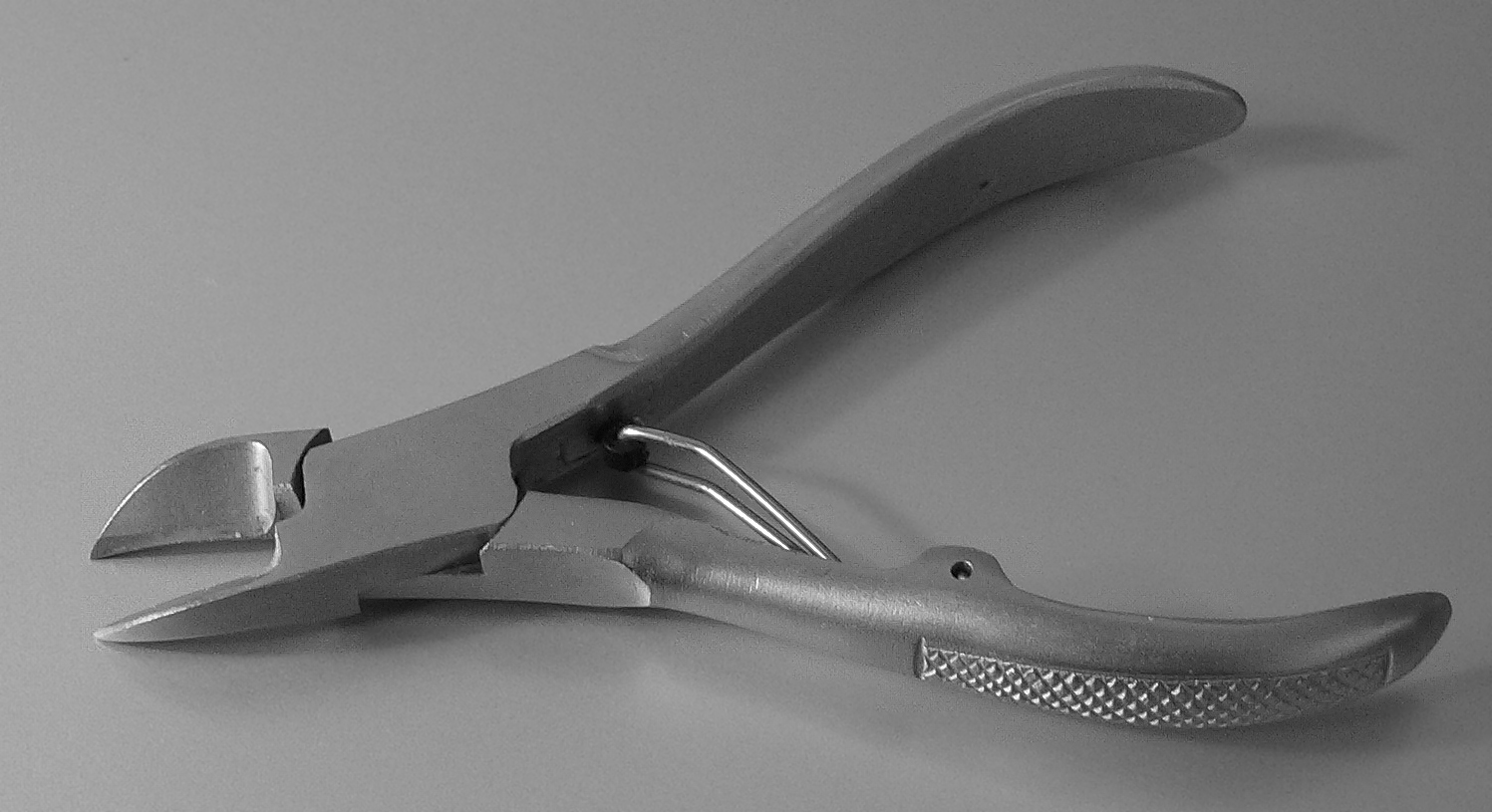
Nagelzange oder Nagelschneider
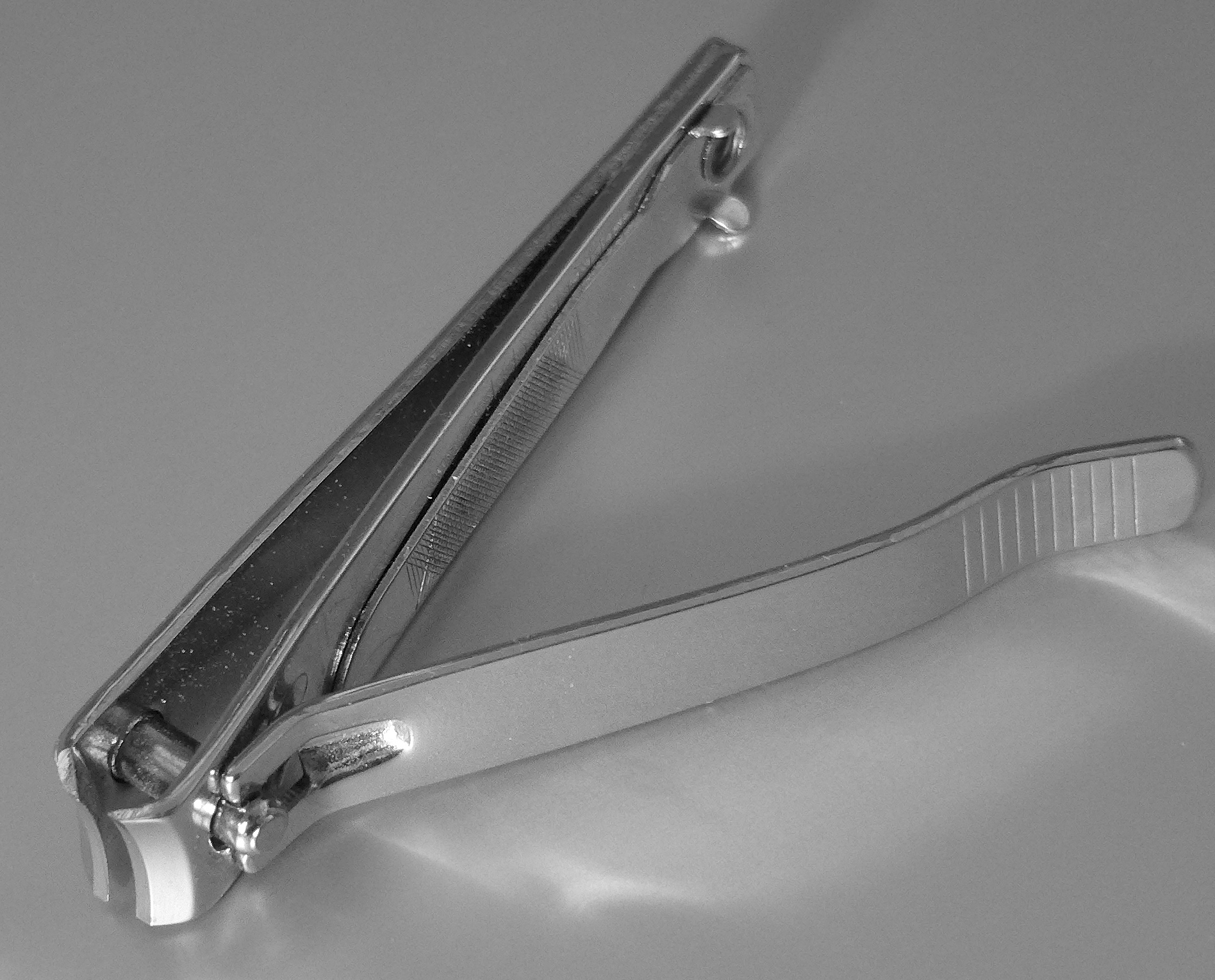
Nagelknipser

Es gibt verschiedene Arten der Maniküre. Bei der Spa-Maniküre kommen zum Beispiel noch verschiedene Pflegesubstanzen wie Handpeelings oder Paraffinbad zum Einsatz.
Maniküre bezeichnet auch die Person, die Maniküre und Pediküre durchführt.